# Fernando López Arias, Jesús Carranza
Fernando López Arias är en ort i Mexiko.   Den ligger i kommunen Jesús Carranza och delstaten Veracruz, i den sydöstra delen av landet, 500 km sydost om huvudstaden Mexico City. Fernando López Arias ligger 38 meter över havet och antalet invånare är 119.
Terrängen runt Fernando López Arias är huvudsakligen platt, men söderut är den kuperad. Runt Fernando López Arias är det glesbefolkat, med 12 invånare per kvadratkilometer. Närmaste större samhälle är Suchilapan del Río, 5,6 km nordväst om Fernando López Arias. Omgivningarna runt Fernando López Arias är en mosaik av jordbruksmark och naturlig växtlighet.